# Goya Internacional
El Premi Goya Internacional és el guardó que concedeix la Acadèmia de les Arts i les Ciències Cinematogràfiques d'Espanya a «personalitats que contribueixen al cinema com a art que uneix cultures i espectadors d'arreu del món». Aquests guardons van ser atorgats per primera vegada durant la XXXVI edició dels Premis Goya de 2022.

## Llista de guardonats
| Any  | Edició         | Guanyador/a      | Professió | Ref   |
| ---- | -------------- | ---------------- | --------- | ----- |
| 2022 | XXXVI edició   | Cate Blanchett   | Actriu    | [ 2 ] |
| 2023 | XXXVII edició  | Juliette Binoche | Actriu    | [ 3 ] |
| 2024 | XXXVIII edició | Sigourney Weaver | Actriu    |       |